# Suthfeld
Suthfeld è un comune di 1.507 abitanti della Bassa Sassonia, in Germania.
Appartiene al circondario (Landkreis) di Schaumburg (targa SHG) ed è parte della comunità amministrativa (Samtgemeinde) di Nenndorf.
Comprende le frazioni di Helsinghausen, Kreuzriehe e Riehe.